# Региональный ландшафтный парк «Сеймский»

## Общие сведения о РЛП
Это наибольшая по площади природно-заповедная территория Сумской области (98857,9 га). Она находится в западной части области вдоль долины живописной реки Сейм (см. карту). Территория парка территориально располагается в четырёх административных районах области: наибольшая площадь — в Путивльском районе (36210,6 га), где в территорию парка входит междуречье Сейм — Клевень. Далее к западу 30865,4 га располагается в Конотопском районе — вплоть до границы с Черниговской областью. Часть территории парка (24664,6 га) относится к Кролевецкому району и 7117,3 га — к Бурынскому.
Бескрайние пространства парка как будто скрывают полноводный с песчаными, местами крутыми берегами Сейм. В границах парка русло Сейма часто образует изгибы (излучины, меандры, см. фото) на живописной пойме (т. н. заливных лугах, самой низкой и молодой
части долины).
Сейм — наибольший левый приток реки Десна, имеет длину и начинается из источников на Старооскольской
возвышенности около с. Семицы в Курской области. Река пересекает Сумскую
область с востока на запад в своём среднем и нижнем течении. Наибольший правый
приток Сейма — река Клевень, левый -
Езуч. В долине Сейма в границах
парка довольно много более мелководных (часто летом пересыхающих) небольших
речек и ручьёв.
В состав парка входит пойма
Сейма и первая (надпойменная) терраса (плоская, приподнятая, более
древняя часть долины), которая лучше выражена на левом берегу реки.
Ширина поймы составляет от 2
до.
Состоит она, в основном, из песчаных и супесчаных речных отложений.
Надпойменная терраса
(называемая часто также боровой
террасой, благодаря распространению на ней сосновых боров).
На левом берегу
самый широкий участок боровой террасы находится в Конотопском районе между сёлами Новомутин, Казацкое и Кузьки. Ширина террасы здесь достигает. Терраса состоит из песчаных и супесчаных отложений, которые частично на поверхности переотложены ветром.
Меньшие площади занимают более древние и выше расположенные, вторая и третья надпойменные террасы, которые наиболее успешно выявлены в восточной части парка. Эти террасы сложены большей частью суглинковыми породами.

## Растительный покров парка
Растительность парка очень разнообразна. Основные площади занимают леса и луга. На поймах, большей частью притоков Сейма, встречаются болота и заболоченные пространства.

### Лесная растительность
Лесная растительность представлена следующими типами лесов: сосновые (боры), местами сосново-дубовые (субори) леса, значительные площади занимают чисто дубовые леса (дубравы), встречаются также и липово-дубовые и кленово-липово-дубовые леса.
 Сосновые леса парка
занимают песчаные участки. В них чётко прослеживается закономерное
распределение сообществ в зависимости от рельефа. Наивысшие элементы рельефа с
песчаными холмами занимают разреженные сосновые
леса лишайниковые и злаково-лишайниковые. Они в целом в парке не занимают
значительных площадей, а небольшими фрагментами встречаются в сосновых
массивах. В таких экологических условиях, кроме типичных видов — песколюбов (псаммофитов) в парке выявлены такие
малораспространённые и редкие виды Сумщины, как пустынница скальная, наголоватка харьковская. Особенно
красивы эти холмы в местах произрастания молодила русского. Весной здесь можно встретить цветущий прострел украинский (сон-трава), занесённый
в Красную книгу Украины. Ниже в
рельефе располагаются сосновые леса
черничные с разреженным орляком. Именно в таких сообществах растёт плаун годичный из Красной книги Украины. Особенная научная
ценность массивов сосновых лесов состоит и в том, что здесь выявлены места
произрастания ещё одного «краснокнижного» вида баранца обыкновенного (плауна баранца), очень редкого на равнине
Украины.
Довольно распространены в парке лиственные
леса с хорошо выявленным ядром т. н. неморальной
флоры. Наиболее хорошо они представлены в Новомутинском
лесничестве. Участкам старых дубрав цветущее лесное разнотравье придаёт
особенную привлекательность. Гамма красок очень разнообразна — хорошо заметны жёлтые цветки наперстянки крупноцветной, белые зонтики гладыша прусского и валерианы холмовой. Неповторимую красоту придают в некоторых местах этим лесам ирис венгерский с большими синими цветками. Нельзя не вспомнить и такое декоративное и редкое растение, как водосбор обыкновенный. Местами можно полюбоваться и такими редкими в области растениями, как ветреница лесная и змееголовник Рюйша. Среди видов из Красной книги здесь выявлены: лилия царские кудри, дремлик зимовниковый, любка зелёноцветковая и осока теневая, место произрастания последней — единственно известное на Сумщине. На плоских ровных участках встречаются дубовые леса с доминированием в травяном покрове мятлика дубравного, в которых
однообразный злаковый покров «раскрашивает» марьянник дубравный.
За разноцветность соцветия этого растения его в народе называют «Иван-да-Марьей».
В парке выявлены сообщества дубовых лесов трясунковидноосоковых, которые занесены в Зелёную книгу Украины. Особенно редки они на Левобережной Украине.
Небольшие их участки выявлены около с. Прилужье Новомутинского лесничества.
Отдельными небольшими участками встречаются кленово-дубовые леса со сплошным покровом из барвинка малого. Только лишь по краям и в
пятнах-разрежениях этого покрова произрастают другие виды — осока пальчатая, ландыш майский, костяника и ряд других. На холмистых участках со значительным увлажнением в этих лесах размещаются сообщества кленово-дубовых лесов снытевых. Кроме доминанты (сныть обыкновенная), в травяном покрове можно встретить и такие виды, как, чистец лесной, фиалка удивительная, купена многоцветковая, двулепестник парижский и некоторые другие. Одиночно встречается и такое малораспространённое растение, как воронец колосистый.
Самые низкие элементы рельефа в массивах лиственных лесов занимают
дубовые насаждения с примесью сосны и берёзы с травостоем из молинии голубой.
Эти небольшие понижения дополняют собой разнообразие лесных экотопов
регионального парка.

### Луговая растительность
Луговая растительность
парка заслуживает особого внимания. Здесь широкая пойма Сейма хранит местами
бескрайние луговые просторы. Особенно это ощущается, когда стоишь в центре
плоской, слегка холмистой поймы.
Основные площади среди лугов парка, как в пойме Сейма, так и в поймах
его притоков занимают сообщества т. н. настоящих
лугов среднего уровня с преобладанием полевицы тонкой, местами костреца безостого и полевицы гигантской. Меньшие площади занимают расположенные ниже в рельефе настоящие луга с преобладанием овсяничника лугового, лисохвоста лугового и тимофеевки луговой. Это наиболее яркие и живописные луговые участки с богатым разнотравьем. Среди бобовых встречаются: клевер луговой и клевер ползучий, лядвенец украинский, люцерна румынская и черноголовка
обыкновенная.
В комплексе с настоящими
лугами встречаются торфянистые и заболоченные луга, которые в целом
значительных площадей не занимают.
Торфяные луга находятся в
плоских понижениях, преимущественно в притеррасной части поймы. Доминирует на
них типичное для этих условий растение — щучка дернистая. Небольшими пятнами встречаются сообщества осоки обыкновенной
и реже осоки дернистой.
Характерными для поймы Сейма являются и заболоченные луга, которые небольшими участками встречаются по
понижениям центральной части поймы и более широкими полосами выявлены в
притеррасных участках. В растительном покрове заболоченных лугов преобладают
сообщества манника большого, осоки
острой, двукисточника
тростниковидного. Здесь же встречаются и сообщества мятлика болотного и бекмании
обыкновенной. Одиночно
здесь произрастают виды лугово-болотного разнотравья — зюзник европейский, частуха подорожниковая, дербенник иволистный, вербейник обыкновенный и
ряд других видов.
Разнообразие луговой растительности парка дополняют сообщества остепнённых лугов, которые не занимают
значительных площадей. Небольшими участками встречаются они в самых высоких
местах рельефа прирусловой и центральной части поймы Сейма. Остепнённые луга
представлены в основном сообществами мятлика узколистного, осоки ранней, местами тонконога Делявиня. Травостои
всех сообществ остепнённых лугов, как правило, невысокие и разреженные, ярусное
строение их не выражено. Характерными видами лугового разнотравья здесь
являются: лядвенец украинский,
подмаренник настоящий, звёздчатка злаковидная, кое-где
заметны душистые белые зонтики лабазника
обыкновенного и некоторых других видов.
Среди разнообразия луговых и лугово-болотных видов, которые образуют
основу флористического ядра, есть ряд редких видов. Это — шпажник тонкий, занесённые в Красную книгу Украины и ирис сибирский -
редкие в области. Безусловно, этот список значительно увеличится при детальном
изучении луговых просторов парка.
Луга парка имеют большое хозяйственное значение. В настоящее время они
выкашиваются и выпасаются. При зонировании парка основные площади их войдут в
хозяйственную зону с особым режимом использования. Для этого необходимо
детальное их изучение.

## Животный мир
Животный мир РЛП «Сеймский»
также отличается значительным видовым разнообразием и наличием редких и
исчезающих видов. Первое место здесь, безусловно, занимает русская выхухоль
— реликтовое млекопитающее из отряда
насекомоядных. В последние десятилетия пойма Сейма является единственным местом
на Украине, где достоверно отмечено это чрезвычайно редкое животное, занесённое
в Красную книгу Украины. С. для охраны выхухоли
создан заказник «Среднесеймский», который вошёл в РЛП «Сеймский» и находится в
его восточной части. В настоящее время вид распространился по руслу Сейма и на
территорию Конотопского и Кролевецкого районов (около сёл Хижки и Камень), что
даёт основание на улучшение состояния этого необычного зверька в регионе.
Вообще, в целом, в парке преобладают животные водно-болотного комплекса, что вполне логично, учитывая роль Сейма
и прирусловых биотопов. Среди млекопитающих
здесь встречается ряд типичных обитателей водоёмов и заливных лугов различного
уровня, таких как: водяная крыса, ондатра и енотовидная собака, а обыкновенная
кутора, выдра (занесена в Красную книгу
Украины) и бобёр принадлежат к немногочисленным и редким видам. Из птиц,
которые гнездятся в пойме Сейма и его притоков: рек Клевень, Звань, Любка,
вполне обычными являются камышница,
пого́ныш, кряква, чирок-трескунок, болотный лунь, чибис, перевозчик, бека́с, зимородок,
береговая ласточка, жёлтая и белая трясогузка, луговой чекан, варакушка, дроздовидная и болотная камышовки, камышевка-барсучок, овсянка тростниковая. К немногочисленным видам водно-болотного
комплекса относятся: поганка,
серая цапля, большая выпь, малая выпь, красноголовый нырок, коросте́ль, водяной пастушок, малый
погоныш, лысуха, малый зуёк, травник, крачки, тростниковая камышевка, речной и соловьиный
сверчки, ремез, чечевица.
Из редких видов водно-болотных
биотопов парка можно отметить «краснокнижного» серого журавля, главные
местообитания которого расположены в заболоченных ольшаниках лесного массива
«Мутинский бор» левобережья Сейма в Конотопском районе. Здесь в настоящее время
гнездится около 10 пар этих птиц. Другая птица из Красной книги — кулик-сорока спорадически селится на песчаных
прирусловых косах вместе с речной чайкой и редкими малой крачкой и куликом-мородункой.
В.
такое местообитание было найдено Н. П. Кнышем около с. Озаричи Конотопского
района.
К наиболее многочисленным видам земноводных
и пресмыкающихся относятся: краснобрюхая жерлянка, прудовая, озёрная и остромордая лягушки, тритоны, уж обыкновенный.
Регионально редкий вид области квакша оказалась довольно многочисленной в
пойменных лесах Бочечанского и Новомутинского лесничеств Конотопского лесхоза.
А такие представители герпетофауны,
как болотная черепаха и гадюка обыкновенная являются редкими на всей территории
парка. Население рыб Сейма и его притоков в границах РЛП отличается
значительным видовым разнообразием насчитывает около 30 видов, где кроме
обычных видов (щука, плотва, краснопёрка, линь, верховодка, карась, вьюн, окунь
и т. д.) спорадически встречаются «краснокнижная» стерлядь и представитель
круглоротых — украинская минога.
Лесной фаунистический комплекс
Сеймского РЛП наиболее полно представлен на территории Конотопского района, где
находится значительный лесной массив «Мутинский бор» и в знаменитом
«Спадщанском лесу» Путивльского района. Наиболее известным животным тут,
безусловно, является зубр — представитель Красной
книги Украины, который был в. акклиматизирован в Конотопском государственном
охотничьем хозяйстве.
Сейчас численность этого могучего зверя в парке насчитывает более 30
голов. Из других животных в лесных биотопах встречаются: лось, европейская
косуля, дикий кабан, лисица, лесная куница, ласка, белка, заяц-русак и т. д. Многочисленны мелкие грызуны и
насекомоядные. Вид из Красной книги
— горностай вполне обычен в пределах всего парка, а «краснокнижный» барсук
достоверно отмечен только в Конотопском лесхозе.
Население летучих мышей парка пока ещё недостаточно изучено, однако
уже сейчас можно ожидать наличия не
менее десяти видов. Однако наиболее разнообразным является птичье население
лесных биотопов. К наиболее часто встречающихся птиц относятся: зяблик, большая синица, обыкновенная лазоревка, певчий
и черний дрозды, дрозд-рябинник, зарянка, большой пёстрый дятел, пеночка-трещотка, пеночка-теньковка, серая мухоловка (и др.
мухоловки), обыкновенная овсянка,
сойка, сорока и т. д.
Из хищных птиц более-менее многочисленными в лесных массивах РЛП являются
ястреб-теретевятник и канюк, а все остальные относятся к редким. Особенную
ценность представляют такие «краснокнижные» хищные птицы, как: орёл-карлик, малый подорлик и змееяд, которые
отдельными парами гнездятся в лесном массиве «Мутинский бор» и на других
прилегающих участках. Из ночных хищных птиц здесь гнездятся серая неясыть и ушастая
сова. Также можно вспомнить интересных лесных птиц северного происхождения
— клинтух, чёрный дятел (желна), дрозды белобровик и деряба, хохлатая синица, которые находятся в
регионе на южной границе своего распространения. К очень редким птицам парка
относится также «краснокнижный» родственник белого аиста — чёрный аист, который
в количестве 2-3 пар гнездится на старых лесных участках Конотопского лесхоза.
Из типичных лесных представителей герпетофауны наиболее обычной является безногая
ящерица — веретеница, которая больше всего любит чистые сосновые боры и
«краснокнижная» медянка — очень редкая змея смешанных лесов парка.
Кроме видов перечисленных фаунистических комплексов, особенное место
занимают животные, которые обитают на сельхозугодьях и в населённых пунктах,
входящих в РЛП. Это так называемый антропогенный
комплекс, который имеет своих характерных представителей. Из млекопитающих
это — серая крыса и домовая мышь, частично обыкновенный слепыш, чёрный хорь и каменная
куница. Птицы представлены белым аистом, сизым голубем, воробьями, ласточками,
домовым сычём, горихвостка-чернушка, полевым и хохлатым жаворонком и т. д. Из
земноводных, это — обыкновенная чесночница и зелёная жаба.
Таким образом, по предварительным данным, в Сеймском РЛП сейчас обитает
около 40 видов млекопитающих, 150 видов птиц (гнездящихся), 6 видов пресмыкающихся, 10 видов земноводных и 30 видов рыб. Из них 12 видов занесены в Красную книгу Украины, что является
значительным показателем для природоохранной территории такого уровня и ещё раз
доказывает высокую фаунистическую репрезентативность парка и его выдающуюся
роль в сохранении и преумножении животного мира Сумщины. Организация на основе
РЛП территории с более жёстким режимом охраны — Сеймского национального парка является крайне необходимым в
ближайшее время.

## Объекты природно-заповедного фонда на территории РЛП
На территории парка находится 13
природно-заповедных территорий разных категорий общей площадью. Они составляют
основу заказной зоны парка. На общегосударственном уровне охраняется зоологический памятник природы «Урочище
Боромля», который находится в Конотопском районе. Остальные — это
территории и объекты местного значения. Основу природно-заповедного фонда
составляют заказники. Наибольшими по площади являются ландшафтный заказник «Езучский» общей площадью, в котором
представлен лугово-болотный комплекс поймы р. Езуч и ботанический заказник «Мутинский бор» общей площадью, который
репрезентирует лесную растительность одного из наиболее сохранённых в
первозданном естественном виде лесных массивов в долине Сейма на его левом
берегу.
Дополняет разнообразие охраняемых
природных комплексов гидрологический
заказник «Присеймовский» площадью, где охраняются лугово-болотные
комплексы в притеррасной части поймы Сейма. Это — единственно известное в парке
и в целом на Сумщине место, где сохранилась популяция «краснокнижной» болотной
орхидеи — дремлика болотного. Болотные комплексы охраняются и в ландшафтном заказнике «Бочечанский»
общей площадью, где достаточно большое низинное болото в пойме притока Сейма — р. Гнилицы
раньше, как и множество других
осушивалось, а сейчас находится в стадии ренатурализации. В составе заказников
есть ряд малоизученных и небольших по площади. Это — геологический заказник «Каменские песчаники» площадью в Кролевецком районе
и ботанический заказник «Марица»
площадью.
Более детально о природе этих мест вы узнаете в статьях о заказниках.
Есть в парке памятник природы «Дубы» на территории Путивльского
района и 3 заповедных урочища — «Драгомыровщина» (6.5 га) в Конотопском районе
и 2 в Путивльском районе — «Спадщанское
озеро» и «Озеро Червоное».
Своеобразную категорию составляют парки-памятники
садово-паркового искусства, которые украшают населённые пункты. Их на
территории РЛП два — Каменский (3,9 га) в Кролевецком р-не и Волокитенский (11,0 га) в Путивльском
районе.
При организации Сеймского
национального парка необходимо провести более детальное изучение указанных
природно-заповедных территорий.